# Comité de Supervisores Bancarios Europeos
El Comité de Supervisores Bancarios Europeos (CSBE) (en inglés:Committee of European Banking Supervisors (CEBS)), fue un ente independiente encargado de asesorar y coordinar la regulación y supervisión bancaria en la Unión Europea (UE). Fue creado en 2004 por la Comisión europea y estaba compuesto por representantes de alto nivel de las autoridades de supervisión bancaria y los bancos centrales de la Unión Europea. Los países del Espacio Económico Europeo que no son miembros de la UE participaban como observadores de forma permanente. El 1 de enero de 2011, se crea la Autoridad Bancaria Europea (ABE), asumiendo las tareas y responsabilidades del CSBE.
Los otros comités «Lamfalussy» de supervisores (comités de nivel 3) eran el Comité de Supervisores Europeos de Seguros y Planes de Pensiones (CESSPJ) y el Comité Europeo de Reguladores de Valores (CERV).

## Funciones
Su papel consistía en:
- Asesorar a la Comisión europea, a petición de ésta, o dentro de un plazo que la Comisión podrá fijar según la urgencia del asunto, o por iniciativa propia del Comité, en particular en lo que respecta a la preparación de proyectos de medidas en el ámbito de actividades crediticias.
- Contribuir a la aplicación coherente de las directivas comunitarias y a la convergencia de los las prácticas de supervisión financiera en todos los Estados miembros de toda la Comunidad Europea.
- Mejorar la cooperación en materia de supervisión, incluido el intercambio de información.
- Contribuir a desarrollar estándares de suministro de información financiera supervisora común de alta calidad (por sus siglas en inglés, COREP y FINREP).